# Ilya Karabutov
Ilya Karabutov, né le 26 juillet 2004,, est un coureur cycliste kazakh. Il participe à des compétitions sur route et sur piste.

## Biographie
En 2022, Ilya Karabutov termine troisième du championnat d'Asie sur route dans la catégorie des juniors (moins de 19 ans). La même année, il obtient diverses places d'honneur dans des courses internationales en Turquie. Il représente par ailleurs son pays aux championnats du monde de Wollongong. 
En 2023, il devient champion du Kazakhstan de poursuite par équipes. Il se classe également deuxième de la poursuite par équipes aux championnats d'Asie en 2024, avec la délégation kazakhe. 

## Palmarès sur route
- 2021
  - 3e de la Velo Erciyes Junior Race
- 2022
  - 3e du Velo Alanya Junior
  -  Médaillé de bronze du championnat d'Asie sur route juniors

## Palmarès sur piste

### Championnats d'Asie
- New Delhi 2024
  -  Médaillé de bronze de la poursuite par équipes
- Nilai 2025
  -  Médaillé de bronze de la poursuite par équipes

### Championnats nationaux
- 2023
  -  Champion du Kazakhstan de poursuite par équipes (avec Maxim Khoroshavin, Andrey Kreis et Dmitriy Oleinikov)
  - 3e du championnat du Kazakhstan de l'américaine
  - 3e du championnat du Kazakhstan de poursuite par équipes
  - 3e du championnat du Kazakhstan du scratch
- 2024
  -  Champion du Kazakhstan du scratch
  -  Champion du Kazakhstan de poursuite par équipes (avec Maxim Khoroshavin, Vladislav Bashlykov et Vladimir Born)
  - 2e du championnat du Kazakhstan de l'élimination
  - 2e du championnat du Kazakhstan de poursuite